# El Choco: svensken i Bolivias mest ökända fängelse
El Choco : svensken i Bolivias mest ökända fängelse är en biografi från 2007 av Markus Lutteman som handlar om svenske Jonas Andersson.
Han tillbringade tre och ett halvt år i det bolivianska fängelset El penal de San Pedro efter att i januari 2002 ha försökt smuggla tre kilo kokain. Jonas blev dömd till ett långt straff utan en riktig rättegång, där mängden kokain kraftigt överdrevs, utan att få en riktig advokat, och utan den strafflindring som annars förekommer i fängelset.
I fängelset fick han smeknamnet El Choco. Han gifte sig med en boliviansk kvinna och blev far till två barn under tiden i fängelset. De flydde tillsammans ut ur Bolivia och till Sverige.